# Weekend (film, 2011)
Weekend är en brittisk romantisk dramafilm från 2011 skriven och regisserad av Andrew Haigh. Huvudrollerna spelas av Tom Cullen och Chris New, som spelar två män som under ett veckoslut möts och inleder ett sexuellt förhållande. Efter helgen ska den ene av dem resa ut från landet. Filmen hade Sverigepremiär den 29 juni 2012.

## Rollista
- Tom Cullen – Russell
- Chris New – Glen
- Jonathan Race – Jamie
- Laura Freeman – Jill
- Loretto Murray – Cathy
- Johnathan Wright – Johnny
- Sarah Churm – Helen
- Vaxuhall Jermaine – Damien
- Joe Doherty – Justin
- Kieran Hardcastle – Sam